# 103734 Winstonscott
103734 Winstonscott è un asteroide della fascia principale. Scoperto nel 2000, presenta un'orbita caratterizzata da un semiasse maggiore pari a 2,3846100 au e da un'eccentricità di 0,2392822, inclinata di 9,43066° rispetto all'eclittica.